# Hexinia polydichotoma
Hexinia polydichotoma là một loài thực vật có hoa trong họ Cúc. Loài này được (Ostenf.) H.L.Yang mô tả khoa học đầu tiên năm 1992.